# Milton M. Propper
Milton Morris Propper, född 1906, död 1962, var en amerikansk författare av kriminalromaner, typ polisromaner. Han var influerad av Freeman Wills Crofts.

## Böcker översatta till svenska
- Snälltåget 7.45, 1931, 1944, 1949 (The tickertape murder)
- Rum nr 822, 1932 (And then silence)
- Tunnelgåtan : Detektivroman, 1933, 1942 (The strange disappearance of Mary Young)
- Mordgåtan i studentorden : Detektivroman, 1934
- Skilsmässomordet, 1937 (The divorce court murder)
- Telefonchiffret: Detektivroman, 1937 (The family burial murders)
- En mördad - två döda, 1938 (One murdered - two dead)
- Tullmordet, 1939 (The case of the cheating bride)